# Malemort-sur-Corrèze
Malemort-sur-Corrèze ist eine Ortschaft und eine Commune déléguée in der französischen Gemeinde Malemort mit 7.504 Einwohnern (Stand 1. Januar 2022) im Département Corrèze in der Region Nouvelle-Aquitaine. Die Bewohner nennen sich Malemortois.
Mit Wirkung vom 1. Januar 2016 wurden die ehemaligen Gemeinden Malemort-sur-Corrèze und Venarsal fusioniert und bilden seitdem die Commune nouvelle Malemort. Die Gemeinde Malemort-sur-Corrèze gehörte zum Arrondissement Brive-la-Gaillarde sowie zum ehemaligen Kanton Malemort-sur-Corrèze.

## Geografie
Die Commune déléguée liegt im Ballungsraum östlich von Brive-la-Gaillarde.
Das Gebiet liegt beiderseits des Flusses Corrèze. Dieser nimmt im Ortsteil Puymaret von Norden die Couze auf, an der westlichen Grenze von Süden her die Bäche Loyre und Pian.

### Verkehrsanbindung
Die wichtigste Straßenverbindung ist die Départementsstraße D2089, die von Brive-la-Gaillarde nach Malemort-sur Corrèze herausführt und hier in die D1089 mündet, die nach Nordwesten eine Umfahrung zur Autobahn A20 bildet und nach Osten dem Corrèze-Tal aufwärts folgt. In diese Richtung verläuft auch eine Eisenbahnstrecke, die von Brive-la-Gaillarde Richtung Tulle verkehrt.

## Bevölkerungsentwicklung
| Jahr      | 1968 | 1975 | 1982 | 1990 | 1999 | 2006 | 2011 | 2016 |
| Einwohner | 3062 | 4706 | 6020 | 6484 | 6535 | 6929 | 7668 | 7483 |

## Sehenswürdigkeiten
In Malemort-sur-Corrèze gibt es einige Bauwerke, die als Monument historique registriert sind. Darunter befinden sich
- Kirche'Saint-Xantin aus dem 12. Jahrhundert und
- Schloss Breniges aus dem 13. Jahrhundert.